# Nieftiechimik Niżniekamsk (piłka nożna)
Futbolnyj Kłub „Nieftiechimik” Niżniekamsk (ros. Футбольный клуб «Нефтехимик» Нижнекамск) – rosyjski klub piłkarski z siedzibą w Niżniekamsku w Tatarstanie.

## Historia
Piłkarska drużyna Nieftiechimik została założona w styczniu 1991 w mieście Niżniekamsk i reprezentowała miejscowy kombinat chemiczny. Wcześniej barw zakładu broniła amatorska drużyna, która od lat 60. XX wieku występowała w turniejach lokalnych.
W 1991 zespół debiutował w Drugiej Niższej Lidze, strefie 7 Mistrzostw ZSRR.
W Mistrzostwach Rosji debiutował w Drugiej Lidze, strefie 5. Zajął 1 miejsce i awansował do Pierwszej Ligi, strefy centralnej, w której występował do 2004 roku, z wyjątkiem 1999 i 2000, kiedy to zmagał się w Drugiej Dywizji, strefie uralskiej. Od 2005 występował w Drugiej Dywizji, strefie uralsko-nadwołżańskiej.

## Sukcesy
- Druga Niższa Liga, strefa 7:
  - 9 miejsce: 1991
- Rosyjska Pierwsza Liga:
  - 6 miejsce: 1994
- Puchar Rosji:
  - 1/16 finalista: 1993, 1994, 1996, 1998, 2002